# La Grande Pitié
La Grande pitié, titre original en grec moderne : Το Νούμερο 31328 / To Noúmero 31328, littéralement en français : Le numéro 31328, est un livre autobiographique écrit par l'écrivain grec Ilías Venézis, publié en 1924, traduit en français en 1945. 

## Description
La Grande pitié (numéro 31328 - sous-titré Le livre de l'esclavage) est le premier ouvrage de l'écrivain Elias Venezis, publié pour la première fois en 1924, en feuilleton - mais incomplet - de février à juin 1924, en tant que supplément au journal Kambána (Καμπάνα) de Mytilène, qui était édité et dirigé par Strátis Myrivílis. Cette autobiographie relate l'expérience de l'auteur de sa captivité et de son esclavage dans les bataillons ottomans de travaux forcés immédiatement après la Grande Catastrophe en Asie Mineure. Le livre est dédié par l'auteur à sa mère « et à toutes les mères tyranniques du monde ».
L'auteur lui-même, au sujet du livre qu'il a écrit : « [C]e livre est écrit avec du sang [...] je parle de la matière brûlante, de la chair qui dégouline de son sang et inonde ses pages. Du cœur humain qui se brise, pas de l'âme. Il n'y a pas d'âme ici, il n'y a pas de place pour un voyage dans les domaines de la métaphysique. Quand il brûle comme il brûle ici, avec un fer rouge, la chair, la puissante divinité s'élève, et tout le reste se tait. [...] [I]l n'y a rien de plus profond et de plus sacré qu'un corps au supplice. Ce livre est un hommage à cette souffrance. »
L'œuvre est publiée sous forme de livre en 1931, après avoir été rééditée par l'auteur. Il est acclamé par le public et les critiques. Ilías Venézis écrit sur la façon dont il a travaillé sur la première édition de 1931 : « [Plus] de 21 ans se sont écoulés depuis que j'ai écrit cette chronique sous sa première forme en 1924, en revenant, enfant, des ateliers clandestins de l'Est. J'ai retravaillé dessus en 1931, lorsqu'il est sorti sous forme de livre. Je ne l'ai pas repris depuis. Il m'avait beaucoup tourmenté lorsque je l'écrivais, j'étais bouleversé par les circonvolutions persistantes de la matière dense et terrible de cette vie qu'il fallait exprimer. J'avais alors passé de nombreuses nuits où, hanté par des cauchemars et des souvenirs, je ne pouvais même pas trouver refuge dans le sommeil. C'est pourquoi quand il est sorti maintenant sous forme de livre, le numéro 31328, je n'ai pas osé, je n'ai pas voulu le revoir - après tout la vie quand on est vieux et qu'on est jeune a tellement de pouvoir, elle vous force à oublier. »
Il s'agit de l'un des romans grecs modernes les plus lus, ayant été publié à 162 920 exemplaires entre 1961 et 2011 et traduit en huit langues étrangères.
La Grande pitié est le premier ouvrage d'une trilogie, publiée non chronologiquement. Il est suivi par Sérénité puis Terre Éolienne.
Le récit est adapté en 1978 au cinéma sous le titre 1922.